# 元町高架通
元町高架通（もとまちこうかどおり）は、兵庫県神戸市中央区の町名の一つで、区の西部、JR東海道本線の元町駅から国道28号・兵庫県道21号神戸明石線が線路と交わってガード下をくぐるまでの区間のある街区。高架下に店舗の連なる商業地域であり、この商店街が元町高架通商店街である。丁目には分かれない。

## 地理

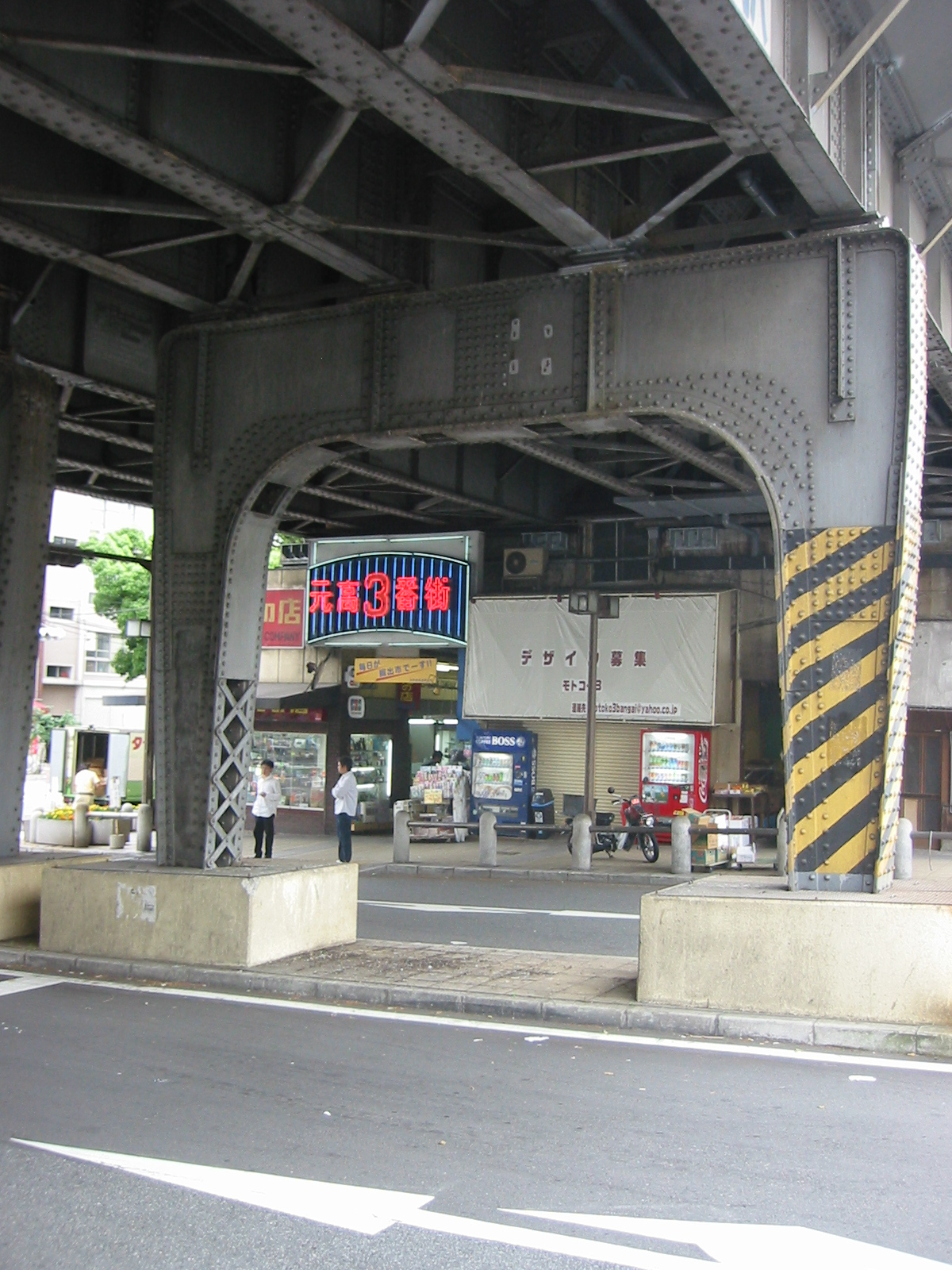
元高3番街。元町高架通商店街の建物の中央には東西方向の歩道が通っており、その左右（南北）に店舗が並んでいる。

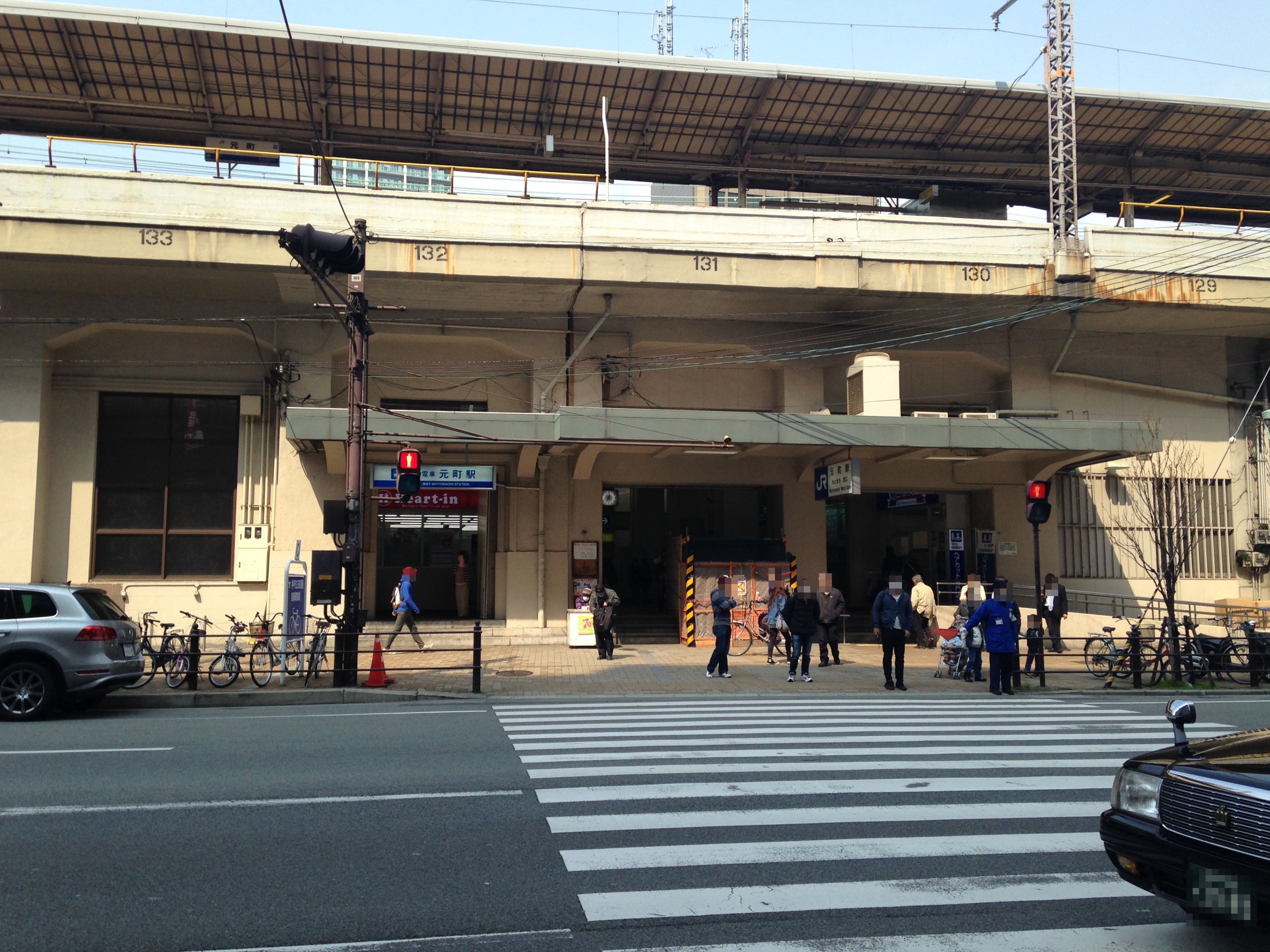
元町駅西口

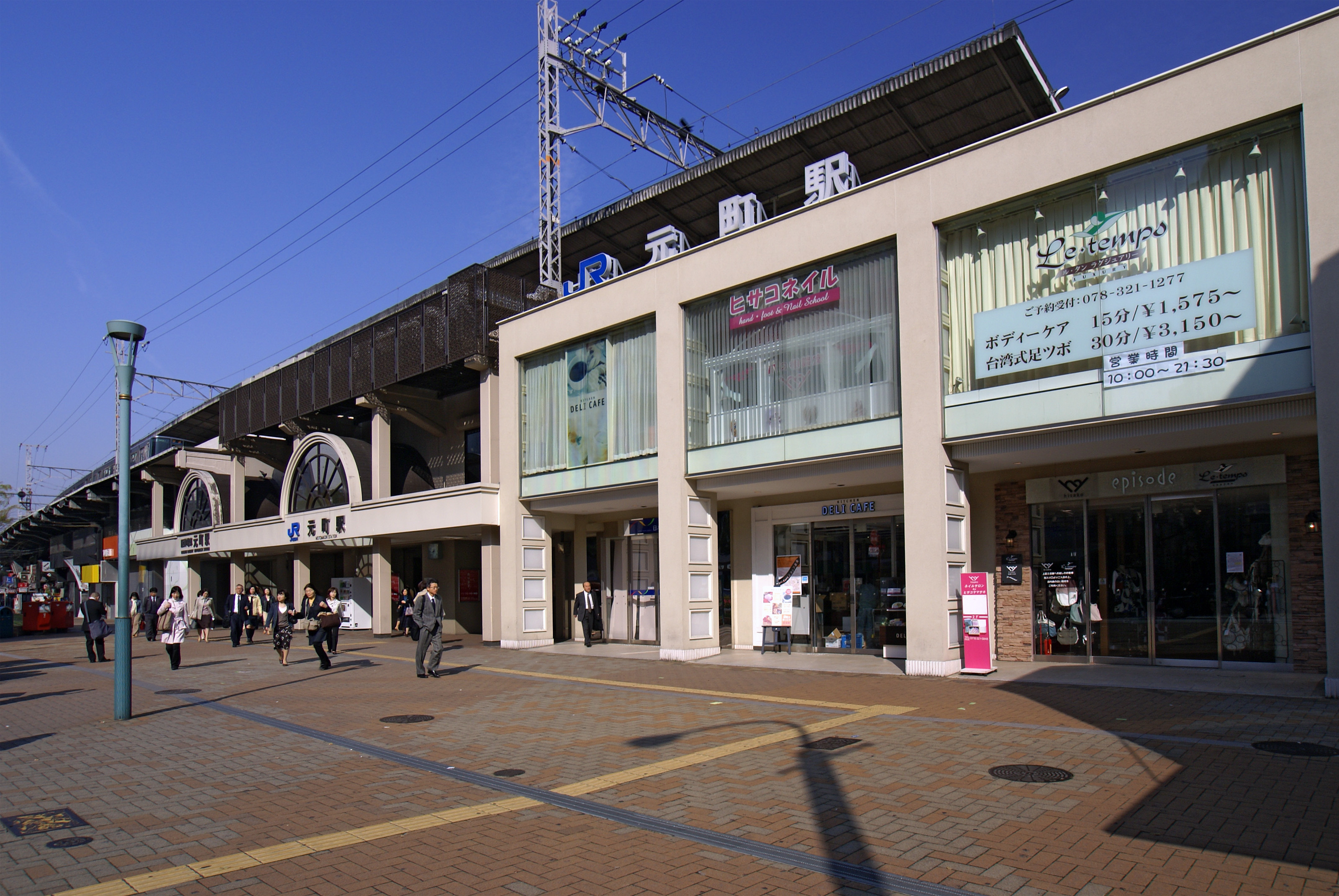
元町駅東口

元町高架通はJR東海道本線のある街区だけで構成された細長い領域になっていて、北は北長狭通、南は元町通、南西は相生町、西は多聞通に接する。JR・阪神電鉄の元町駅と元町駅交番以外の施設は高架下にある店舗であり、それらは元町高架通商店街（モトコー）という商店街を構成している。
領域の南側を兵庫県道21号神戸明石線が通り、最西端で東海道本線の高架橋をくぐっている。そこが国道28号の東の起点となる。

## 歴史
元町とは「もとからの町場」という意味で、江戸時代には神戸村・二茶屋村・走水村の領域にあたり、そこを通る西国街道の周囲には家屋が立ち並んで町場が形成されていた。明治元年（1868年）に神戸村・二茶屋村・走水村が合併して神戸町となり、これが後の神戸市となる。
明治時代に東海道本線が敷設され、昭和6年（1931年）には高架化された。現在の元町駅の付近には以前は三ノ宮駅があり、高架化と共に現在の位置に移転した。旧三ノ宮駅のあった地点に元町駅が作られたのは昭和9年（1934年）のことである。
高架下への店舗建設計画自体は戦時中からあったが、昭和13年（1938年）4月の国家総動員法、灯火管制規則、電力管理法の公布により中断されていた。高架下が店舗で賑わうようになるのは戦後、闇市によってだった。
昭和21年（1946年）12月「元町高架下商業協同組合」が成立、翌昭和22年（1947年）6月「元町高架通商業協同組合」と改称し、こうして元町高架通商店街が成立した。ところが高架下浜側の土地は神戸市が省線から借り受けた道路用地であったため、市は不法占拠する店舗に対し道路占用許可・露店営業許可を出して容認していた。
しかし昭和28年（1953年）に道路法が改正、占用許可の基準が明記されて以来、国鉄・市・地元店舗群の三者による協議折衝が繰り広げられることとなり、昭和47年（1972年）には国鉄が譲歩する形で高架下浜側が商店街用地へと切り替えられた。一方で山側の土地の店舗に対しては国鉄が直接契約を結んだ。その後昭和51年（1976年）10月に全面改築によって中央に赤レンガ歩道を持つ統一的な形態となり、現在に至っている。
町名としての元町高架通は昭和55年（1980年）、神戸市生田区北長狭通三～八丁目および多聞通一丁目の各一部（元町通に接している東海道本線のある部分の街区）を割いて新設された。これは生田区の葺合区との合併と同時に行われたため、元町高架通は成立当初から、合併によって新しく成立した神戸市中央区の町名であった。
時代とともにテナントも入れ替わってきた元町高架通商店街だが、その中には戦後間もない時期から営業を続ける老舗も存在する。
しかし、2015年12月になって、土地を所有するJR西日本が、高架下の耐震補強工事に取り掛かることを理由として各店舗に退去を打診するようになっており、高架下商店街は存続の危機に瀕している。

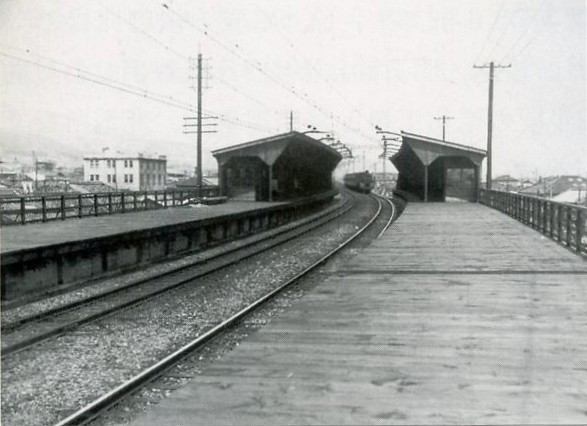
完成当初の元町駅（昭和9年頃）
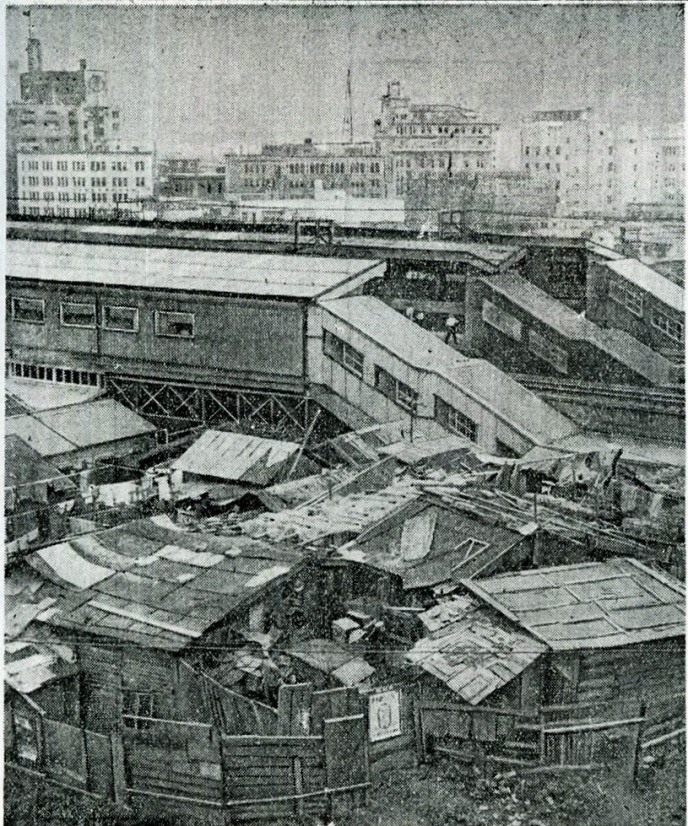
バラックに囲まれた元町駅（昭和28年）

## 統計
- 平成22年（2010年）の世帯数21・人口29[1]。
- 昭和60年（1985年）の世帯数141・人口292[7]。